# Manoir de Garnetot
Le manoir de Garnetot est une demeure, du XVe siècle, profondément remaniée à la Renaissance, qui se dresse sur le territoire de la commune française de Rauville-la-Place dans le département de la Manche, en région Normandie. L'édifice est partiellement inscrit au titre des monuments historiques.

## Localisation
Le manoir est situé à 1 kilomètre au sud de l'église Saint-Laurent de Rauville-la-Place, dans le département français de la Manche.

## Historique
Lors de la guerre de Cent Ans, les Anglais, après avoir renforcé les défenses du château de Saint-Sauveur-le-Vicomte, qui leur sert de quartier général, établissent aux alentours des postes fortifiés dont Garnetot fait partie.

## Description
Le manoir de Garnetot, parties du XVe siècle dans une maison forte citée au XIVe siècle, se présente sous la forme d'un corps de logis en équerre. Les plus anciens bâtiments datent du XVe siècle, avec des remaniements dans les siècles suivants. En façade, un donjon découronné mais dont la partie sommitale dépasse la toiture, date du XVIe siècle. Dans le prolongement du logis, à droite, on a construit un important pavillon également daté du XVIe siècle avec en retour une petite construction et dans l'angle ainsi formé une tourelle. À gauche du logis, on trouve un autre pavillon qui sur son arrière possède deux tours partiellement arasées. Le logis principal s'éclaire à ses différents étages par des fenêtres à meneaux chanfreinés.
On accède à sa cour, fermée par les logis disposés en carré, après avoir franchi une double porte charretière et piétonne. De ses éléments défensifs, il subsiste des traces des douves aujourd'hui remblayées.

## Protection
Les façades, les toitures et le porche d'entrée sont inscrits par arrêté du 5 décembre 1979.